# Condado de Autol

Escudo de Autol, municipio de La Rioja. España.

El Condado de Autol es un título nobiliario español creado el 27 de febrero de 1893 por el rey Alfonso XIII a favor de Joaquín Garralda y Oñate, senador del Reino y capitán de fragata de la Real Armada  quién por Real Decreto de 15 de agosto de 1902 fue autorizado a designar sucesor.
Su denominación haca referencia al municipio de Autol en La Rioja (España).

## Condes de Autol
|                           | Titular                            | Periodo                   |
| Creación por Alfonso XIII | Creación por Alfonso XIII          | Creación por Alfonso XIII |
| ------------------------- | ---------------------------------- | ------------------------- |
| I                         | Joaquín Garralda y Oñate           | 1893-1908                 |
| II                        | José Garralda y Calderón           | 1908-1950                 |
| III                       | Joaquín Garralda y Barreto         | 1950-1984                 |
| IV                        | Joaquín Garralda y Ruiz de Velasco | 1984-                     |

## Historia de los Condes de Autol
- Joaquín Garralda y Oñate, I conde de Autol.

1. Casó con Fernanda Calderón y Montalvo, II marquesa de Reinosa, III marquesa de Aledo. Le sucedió su hijo:

- José Garralda y Calderón († en 1959), II conde de Autol.

1. Casó con María de los Dolores Barreto y Montesinos. Le sucedió, en 1950, su hijo:

- Joaquín Garralda y Barreto, III conde de Autol.

1. Casó con Pilar Ruiz de Velasco y Prast. Le sucedió su hijo:

- Joaquín Garralda y Ruiz de Velasco, IV conde de Autol.

1. Casó con María de los Dolores Monoreo y Velasco.